# Hydroides longistylaris
Hydroides longistylaris är en ringmaskart som beskrevs av Chen och Wu 1980. Hydroides longistylaris ingår i släktet Hydroides och familjen Serpulidae. Inga underarter finns listade i Catalogue of Life.